# هوندا کویینت

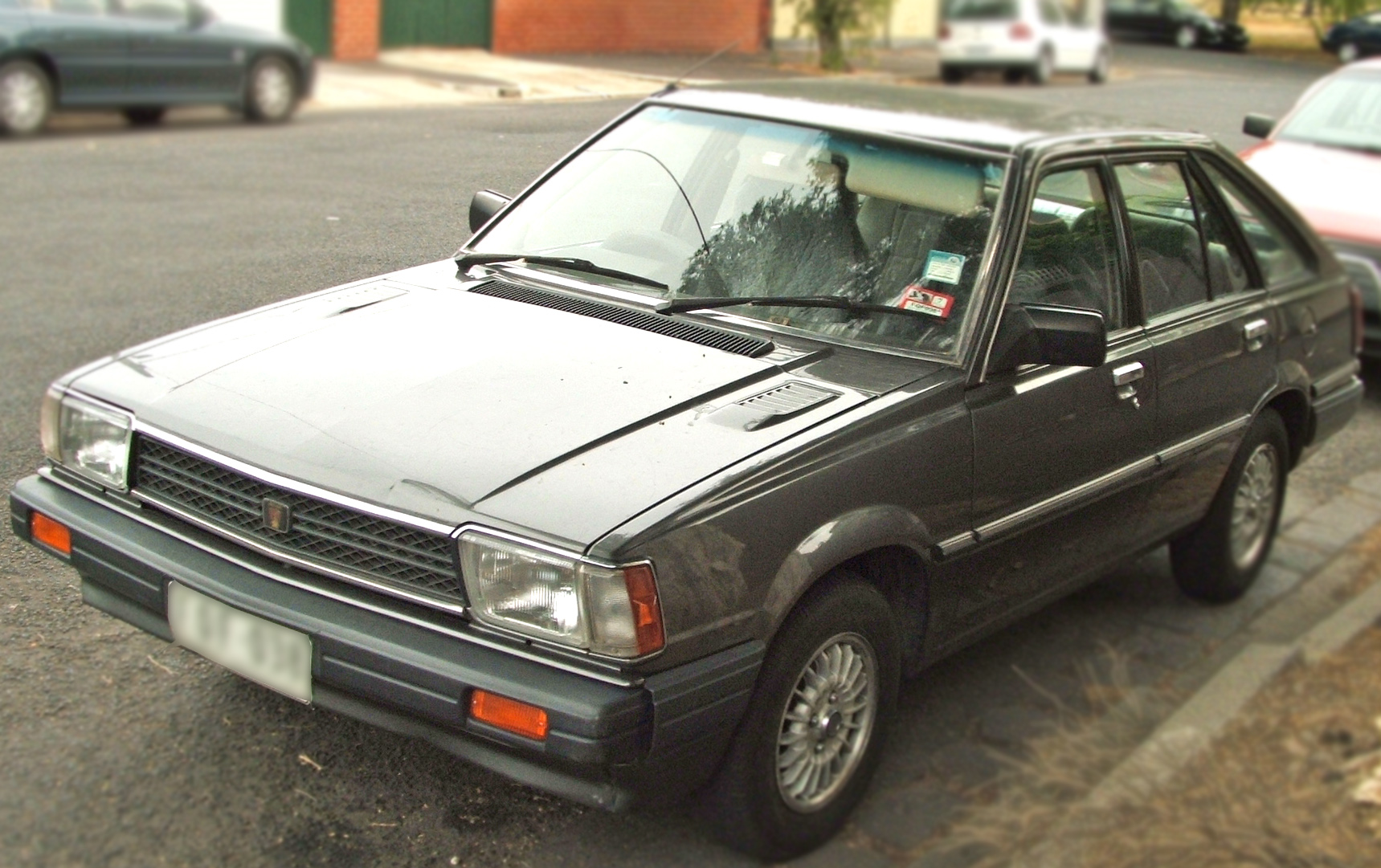

هوندا کویینت (Honda Quint) خودرویی است که در سال‌های ۱۹۸۰ تا ۱۹۸۵تولید شده‌است. طول آن در حالت طبیعی ۴٬۱۱۰ میلیمتر (۱۶۱٫۸ اینچ)، عرض آن در حالت طبیعی ۱٬۶۱۵ میلیمتر (۶۳٫۶ اینچ) و ارتفاع آن در حالت طبیعی ۱٬۳۵۵ میلیمتر (۵۳٫۳ اینچ) و وزن آن در حالت طبیعی ۹۰۰ کیلوگرم (۱٬۹۸۴٫۲ پوند) است. سیستم جعبه‌دندهٔ آن ۳ دنده به دو صورت خودکار و دستی است.

## نگارخانه

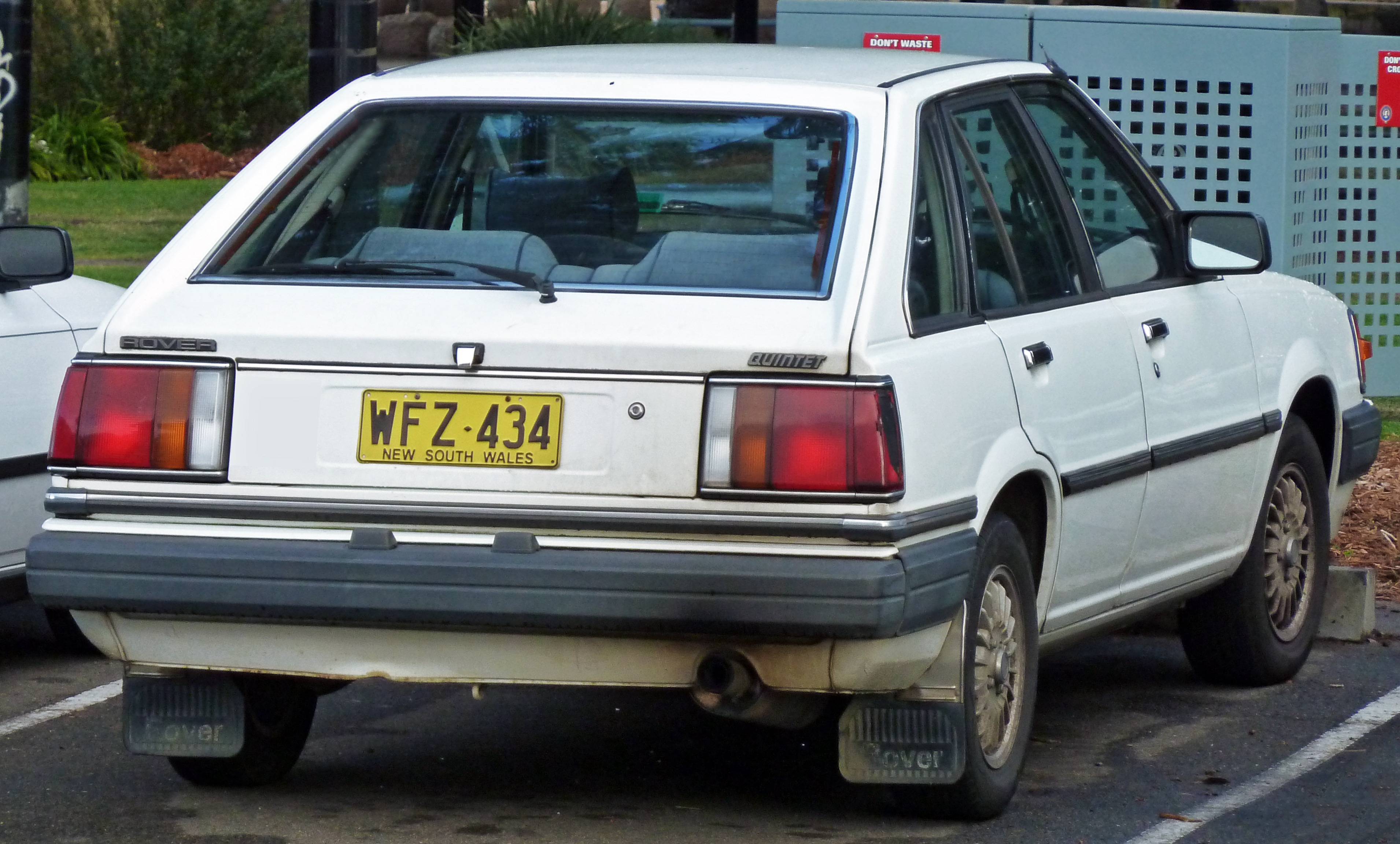